# 栴檀轟の滝
栴檀轟の滝（せんだんとどろのたき）は、熊本県八代市泉町柿迫にある滝。周辺は「せんだん轟公園」が整備されており、滝自体も「せんだん轟の滝」と表記されることもある。日本の滝百選の一つ。

## 概要
九州中央山地国定公園・熊本県立自然公園内に位置する。滝は球磨川の支流である川辺川の上流にあり、高さ70mの岩頭から流れ落ちる。かつて滝近くにあったセンダンの大樹から名付けられた。
初夏にはシャクナゲが咲き、秋にはカエデなどの紅葉で知られる。

## アクセス
- JR九州鹿児島本線有佐駅から九州産交バス八農分校前ゆきに乗車し終点下車、そこからタクシーで35分。
- 九州自動車道八代インターチェンジから43km。八代市役所泉支所から約19Kmの熊本県道52号小川泉線沿いにある。